# 弁証学
弁証学（べんしょうがく、英語：apologetics）は組織神学部門の一つキリスト教神学の一分野である。護教論（護教学）とも言う。

## 名称
ギリシア語のアポロゲーティコスに由来する。これは、古代アテネの法廷における被告の自己弁明の方法とその技術を意味した。同じ言葉は新約聖書にも用いられている。

## 歴史
- 2世紀初めから3世紀初頭にかけての教父哲学の時代に、一連の護教家（弁証家）と呼ばれる人々が活躍したのが始まり。ユスティノス、タティアノス、テオフィルス（アンティオキアの主教）、テルトゥリアヌス等である。
- 弁証学がキリスト教神学の一分野になったのは、18世紀末期から19世紀初頭である。